# Storstrømsbroen (film)
Storstrømsbroen er en film fra 1950 instrueret af Carl Th. Dreyer efter eget manuskript.

## Handling
Et lyrisk og arkitektonisk blik på Nordeuropas længste bro, der er 3200 meter lang og blev bygget i årene 1933-37. Hvilende på 49 strømpiller af beton spænder de 50 dristige stålfag over hele Storstrømmen fra Masnedø til Falster. Instruktøren og fotografen har oplevet broen ud fra et æstetisk synspunkt. De har skabt en film om linjernes og fladernes dynamik, om broens storhed og enkelhed og skønheden, der opstår, når jern og beton fordelt på den rette måde skal tjene et nyttigt behov. Et strålende bevis på dansk ingeniørkunst.